# Frognerparken

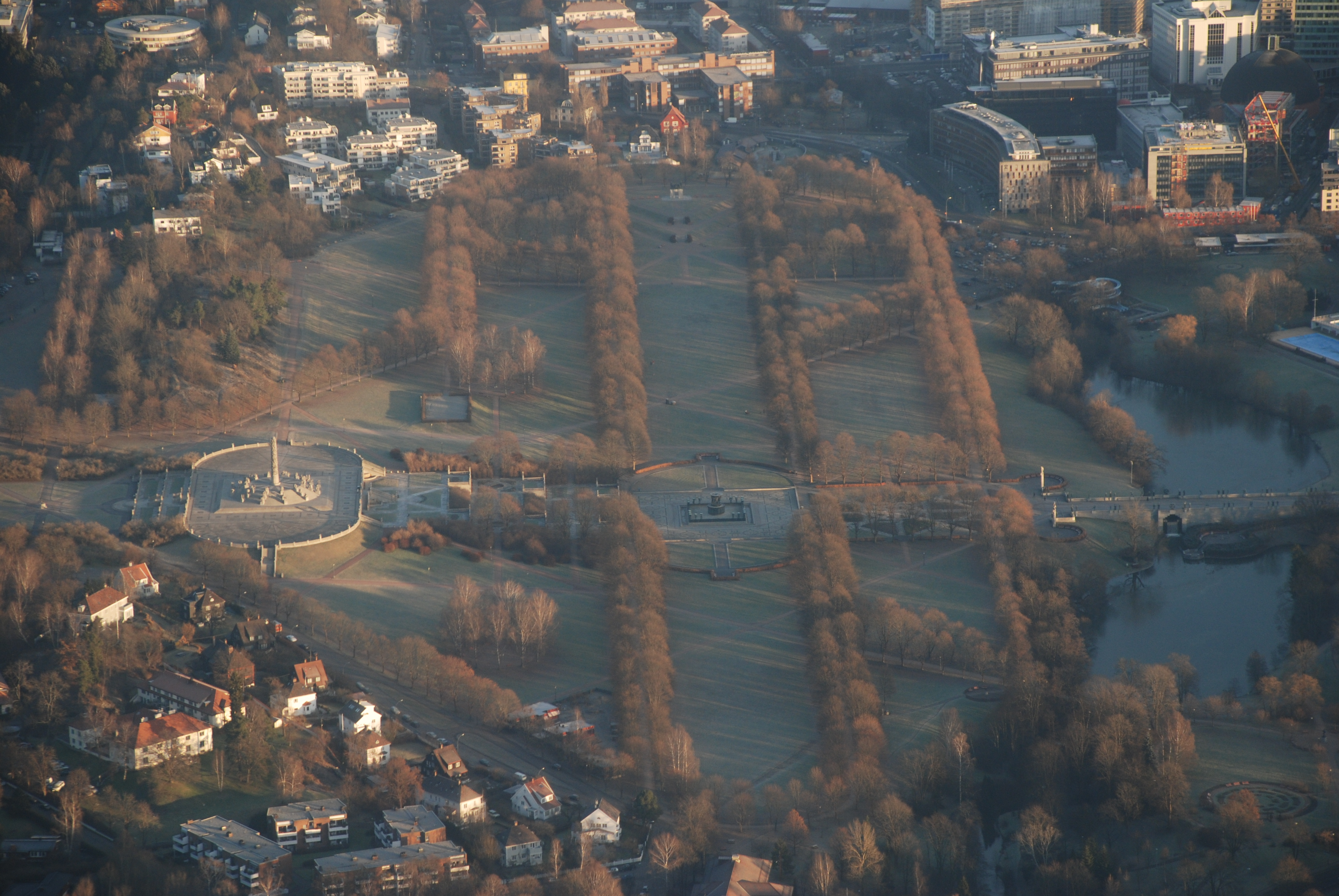
Frognerparken med Vigelandsanlegget.

Frognerparken är en park i Oslo, Norge.
Frognerparken ligger på 100 hektar som ursprungligen tillhörde godset Frogner Hovedgård i Aker i Oslo. Godset tillhörde på 1800-talet bl.a. släkten Anker och den rika preussiska industrifamiljen Wegner, varav Benjamin Wegner var ägare och generaldirektör för bl.a. Blaafarveværket. 
Oslo kommun köpte egendomen i början av 1900-talet och i herrgårdens byggnader finns nu Oslo Bymuseum. I mitten av parken finns den kända skulpturparken Vigelandsanlegget, som skapades av konstnären Gustav Vigeland i mitten av 1900-talet.
I augusti 2005 samlades mellan 120 000 - 150 000 människor i Frognerparken för en gratiskonsert med bland annat popgruppen A-ha .